# 汁谷町
汁谷町（しるたにちょう）は、愛知県名古屋市千種区の地名。丁目は設定されていない。住居表示未実施。

## 地理
名古屋市千種区北東部に位置する。東は光が丘一丁目、南から西は御影町、北は猪高町大字猪子石・千代田橋に接する。

## 歴史

### 地名の由来
鍋屋上野町の字汁谷による。汁谷の汁は「尻」もしくは「後」であり「後方の谷」を示しているという説と、水分（汁）が多い谷を示しているという説があるという。

### 沿革
- 1966年（昭和41年）4月20日 - 千種区鍋屋上野町・猪高町大字猪子石の各一部により、同区汁谷町として成立[1]。
- 1984年（昭和59年）12月3日 - 一部が光が丘一丁目に編入される[4]。

## 世帯数と人口
2019年（平成31年）1月1日現在の世帯数と人口は以下の通りである。
| 町丁   | 世帯数    | 人口    |
| ------ | --------- | ------- |
| 汁谷町 | 1,085世帯 | 2,529人 |

### 人口の変遷
国勢調査による人口の推移
| 1970年（昭和45年） | 2,012人 | [ 5 ]     |  |
| 1975年（昭和50年） | 2,074人 | [ 5 ]     |  |
| 1980年（昭和55年） | 1,560人 | [ 6 ]     |  |
| 1985年（昭和60年） | 1,353人 | [ 6 ]     |  |
| 1990年（平成2年）  | 1,422人 | [ 7 ]     |  |
| 1995年（平成7年）  | 1,488人 | [ 8 ]     |  |
| 2000年（平成12年） | 1,337人 | [ WEB 6 ] |  |
| 2005年（平成17年） | 1,932人 | [ WEB 7 ] |  |
| 2010年（平成22年） | 2,273人 | [ WEB 8 ] |  |
| 2015年（平成27年） | 2,460人 | [ WEB 9 ] |  |

## 学区
市立小・中学校に通う場合、学校等は以下の通りとなる。また、公立高等学校に通う場合の学区は以下の通りとなる。
| 番・番地等 | 小学校                   | 中学校                 | 高等学校 |
| ---------- | ------------------------ | ---------------------- | -------- |
| 全域       | 名古屋市立富士見台小学校 | 名古屋市立千種台中学校 | 尾張学区 |

## 施設
- 上野保育園[2]
- 名古屋汁谷郵便局[2]
- 名古屋市営汁谷荘[2]

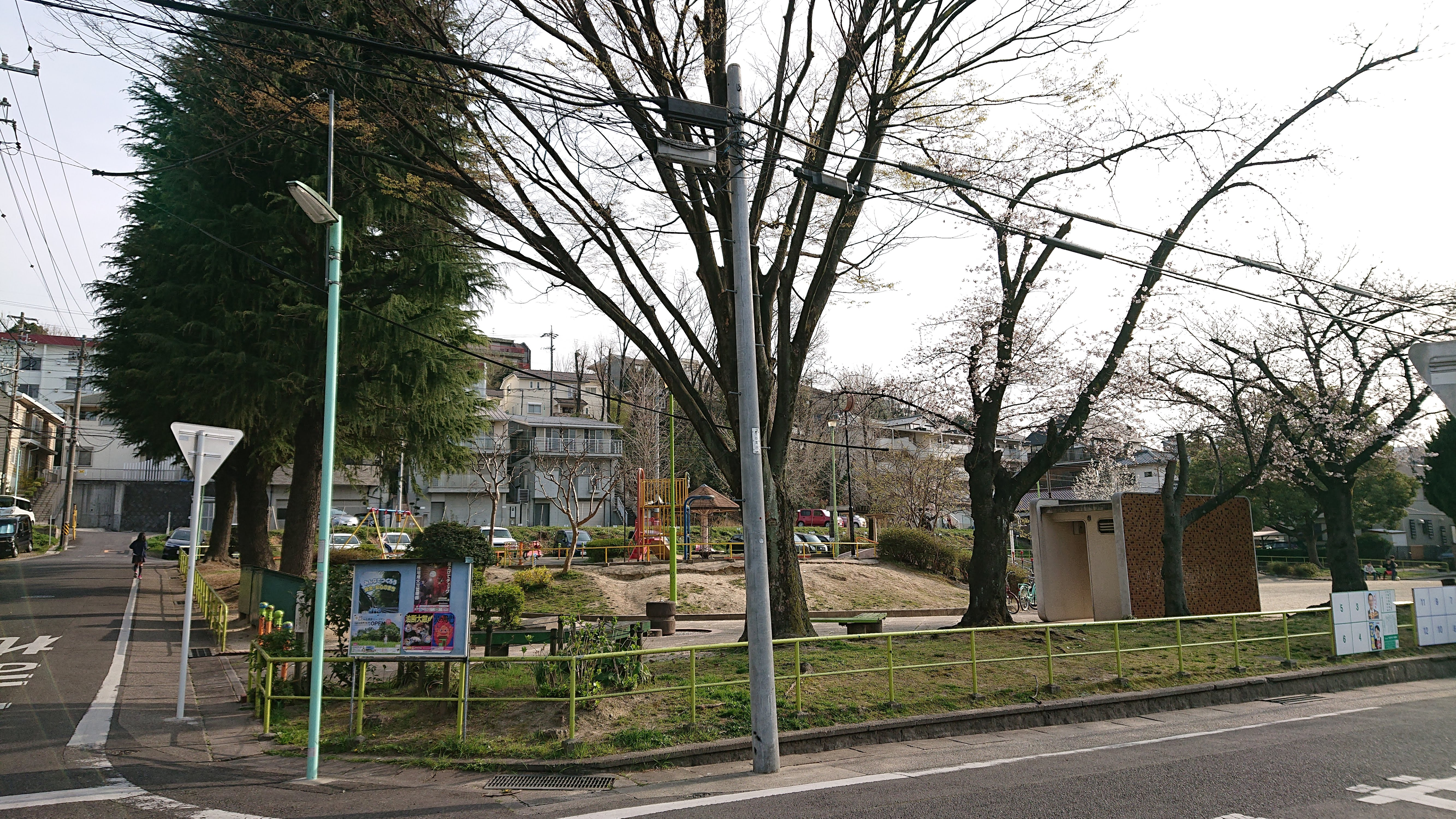
汁谷第一公園
1966年（昭和41年）4月1日供用開始[WEB 12]。
- 創価学会千種文化会館[2]
- 名古屋市汁谷保育園[WEB 13]
- 千種わかすぎ保育園
社会福祉法人清翠会運営による私立保育所[WEB 13]。
- 千種キリスト教会

- 汁谷第一公園

## 交通
- 愛知県道215号田籾名古屋線（出来町通）
- 基幹バス - 汁谷バス停
  - 東行き：引山・三軒家方面
  - 西行き：栄・名古屋駅（名鉄バスセンター）方面

## その他

### 日本郵便
- 郵便番号 : 464-0013[WEB 3]（集配局：千種郵便局[WEB 14]）。

### WEB
1. 1 2  “愛知県名古屋市千種区の町丁・字一覧”.   人口統計ラボ. 2016年1月29日閲覧。
2. 1 2  “町・丁目(大字)別、年齢(10歳階級)別公簿人口(全市・区別)”.   名古屋市 (2019年1月23日). 2019年1月23日閲覧。
3. 1 2  “郵便番号”.  日本郵便. 2019年1月6日閲覧。
4. ↑  “市外局番の一覧”.   総務省. 2019年1月6日閲覧。
5. ↑  名古屋市役所市民経済局地域振興部住民課町名表示係 (2015年10月21日). “千種区の町名一覧”.   名古屋市. 2016年1月29日閲覧。
6. ↑  名古屋市役所総務局企画部統計課統計係 (2005年7月1日). “（刊行物）名古屋の町(大字)・丁目別人口 (平成12年国勢調査) (8)千種区(第1表から第3表)” (xls). 2015年10月15日閲覧。
7. ↑  名古屋市役所総務局企画部統計課統計係 (2007年6月27日). “（刊行物）名古屋の町(大字)・丁目別人口 (平成17年国勢調査) (8)千種区(第1表から第3表）” (xls). 2015年10月15日閲覧。
8. ↑  名古屋市役所総務局企画部統計課統計係 (2012年4月22日). “（刊行物）名古屋の町(大字)・丁目別人口 (平成22年国勢調査) (8)千種区(第1表から第3表）” (xls). 2015年10月15日閲覧。
9. ↑  名古屋市役所総務局企画部統計課統計係 (2017年7月7日). “（刊行物）名古屋の町(大字)・丁目別人口 (平成27年国勢調査) (1)千種区(第1表から第3表）” (xls). 2018年3月7日閲覧。
10. ↑  “市立小・中学校の通学区域一覧”.   名古屋市 (2018年11月10日). 2019年1月14日閲覧。
11. ↑  “平成29年度以降の愛知県公立高等学校（全日制課程）入学者選抜における通学区域並びに群及びグループ分け案について”.   愛知県教育委員会 (2015年2月16日). 2019年1月14日閲覧。
12. ↑  “都市公園の名称、位置及び区域並びに供用開始の期日” (2019年5月1日). 2019年11月3日閲覧。
13. 1 2  名古屋市役所 子ども青少年局 保育部 保育企画室 認可給付係 (2021年4月1日). “令和3年4月1日現在の名古屋市内の認可施設・事業所等一覧（特定教育・保育施設及び特定地域型保育事業の公示）” (PDF).   名古屋市. 2021年7月19日閲覧。
14. ↑  郵便番号簿 平成29年度版 - 日本郵便. 2019年01月06日閲覧 (PDF)

### 書籍
1. 1 2  名古屋市計画局 1992, p. 729.
2. 1 2 3 4 5 6 7  「角川日本地名大辞典」編纂委員会 1989, p. 1466.
3. 1 2  名古屋市計画局 1992, p. 105.
4. ↑  名古屋市計画局 1992, p. 730.
5. 1 2  名古屋市総務局統計課 1977, p. 41.
6. 1 2  名古屋市総務局統計課 1986, p. 14.
7. ↑  名古屋市総務局企画部統計課 1991, p. 6.
8. ↑  名古屋市総務局企画部統計課 1996, p. 7.

### 統計資料
- 名古屋市総務局企画室統計課 編『昭和31年版 名古屋市統計年鑑』名古屋市、1957年。
- 名古屋市総務局企画部統計課 編『昭和41年版 名古屋市統計年鑑』名古屋市、1967年。
- 名古屋市総務局統計課 編『昭和51年版 名古屋市統計年鑑』名古屋市、1977年。
- 名古屋市総務局統計課 編『昭和60年国勢調査 名古屋の町・丁目別人口（昭和60年10月1日現在）』名古屋市役所、1986年。
- 名古屋市総務局企画部統計課 編『平成2年国勢調査 名古屋の町（大字）別・年齢別人口（平成2年10月1日現在）』名古屋市役所、1994年。
- 名古屋市総務局企画部統計課 編『平成7年国勢調査 名古屋の町（大字）・丁目別人口（平成7年10月1日現在）』名古屋市役所、1996年。